# Öravattnet (Anundsjö socken, Ångermanland)
Öravattnet är en sjö i Örnsköldsviks kommun i Ångermanland och ingår i Moälvens huvudavrinningsområde. Sjön har en area på 0,089 kvadratkilometer och ligger 237,5 meter över havet.

## Delavrinningsområde
Öravattnet ingår i det delavrinningsområde (704567-161825) som SMHI kallar för Ovan Stenbäcken. Medelhöjden är 215 meter över havet och ytan är 13,79 kvadratkilometer. Det finns inga avrinningsområden uppströms utan avrinningsområdet är högsta punkten. Norrböleån som avvattnar avrinningsområdet har biflödesordning 2, vilket innebär att vattnet flödar genom totalt 2 vattendrag innan det når havet efter 47 kilometer. Avrinningsområdet består mestadels av skog (88 procent). Avrinningsområdet har 0,09 kvadratkilometer vattenytor vilket ger det en sjöprocent på 0,7 procent.